# Championnat des îles Féroé de football 2002
Navigation
Saison précédente Saison suivante
La saison 2002 du Championnat des îles Féroé de football est la 61e édition de la première division féroïenne à poule unique, la 1. Deild. Les dix meilleurs clubs du pays jouent les uns contre les autres à deux reprises durant la saison, à domicile et à l'extérieur. En fin de saison, le dernier du classement est relégué et remplacé par le champion de 2. Deild, tandis que l'avant-dernier dispute un barrage de promotion-relégation face au vice-champion de deuxième division.
C'est le HB Torshavn qui remporte le titre national en terminant en tête du classement cette saison ; le club de la capitale devance de 5 points le NSI Runavik et de 8 points le KÍ Klaksvík. C'est le 16e titre de champion des Îles Féroé de l'histoire du HB, qui manque le doublé en s'inclinant en finale de la Coupe des îles Féroé face au NSI Runavik. Le tenant du titre, le B36 Tórshavn, ne prend que la 5e place à 9 points du HB.

## Les 10 clubs participants
| - EB/Streymur - KÍ Klaksvík - B68 Toftir - GI Gota - NSI Runavik | - VB/Sumba Vagur - HB Tórshavn - Skala IF - Promu de 2.Deild - TB Tvoroyri - Promu de 2.Deild - B36 Tórshavn |

## Compétition

### Classement
Le barème de points servant à établir le classement est modifié à partir de cette saison. Il se décompose ainsi :
- Victoire : 3 points
- Match nul : 1 point
- Défaite : 0 point

| Rang | Équipe           | Pts | J  | G  | N | P  | Bp | Bc | Diff |
| ---- | ---------------- | --- | -- | -- | - | -- | -- | -- | ---- |
| 1    | HB Torshavn      | 41  | 18 | 13 | 2 | 3  | 52 | 19 | +33  |
| 2    | NSI Runavik (C)  | 36  | 18 | 11 | 3 | 4  | 38 | 21 | +17  |
| 3    | KÍ Klaksvík      | 33  | 18 | 10 | 3 | 5  | 45 | 25 | +20  |
| 4    | GI Gota          | 32  | 18 | 10 | 2 | 6  | 33 | 30 | +3   |
| 5    | B36 Tórshavn (T) | 32  | 18 | 9  | 5 | 4  | 55 | 27 | +28  |
| 6    | B68 Toftir       | 26  | 18 | 7  | 5 | 6  | 28 | 28 | 0    |
| 7    | VB Vagur         | 22  | 18 | 6  | 4 | 8  | 18 | 24 | -6   |
| 8    | Skala IF (P)     | 13  | 18 | 3  | 4 | 11 | 23 | 41 | -18  |
| 9    | EB/Streymur      | 12  | 18 | 3  | 3 | 12 | 19 | 42 | -23  |
| 10   | TB Tvoroyri (P)  | 6   | 18 | 1  | 3 | 14 | 18 | 72 | -54  |

|  | Qualification pour la Ligue des champions 2003-2004                                              |
|  | Qualification pour la Coupe UEFA 2003-2004                                                       |
|  | Qualification pour la Coupe Intertoto 2003                                                       |
|  | Participation au barrage de promotion-relégation                                                 |
|  | Relégation en 2. Deild                                                                           |
|  | (T) Tenant du titre (C) Vainqueur de la Coupe des îles Féroé (P) Club promu de deuxième division |

### Matchs

#### Barrage de promotion-relégation
Le 9e de 1. Deild, l'EB/Streymur, affronte le vice-champion de 2. Deild, le B71 Sandoy, lors d'un barrage disputé sous forme de rencontres aller-retour, afin d'obtenir une place parmi l'élite pour la saison prochaine. L'EB/Streymur remporte les deux rencontres et se tient donc parmi l'élite.
| Équipe 1               | Résultat | Équipe 2              | Aller | Retour |
| ---------------------- | -------- | --------------------- | ----- | ------ |
| EB/Streymur (1. Deild) | 4 - 1    | B71 Sandoy (2. Deild) | 1 - 0 | 3 - 1  |

## Bilan de la saison
| Championnat des îles Féroé de football 2002                 |                         |
| Champion                                                    | HB Torshavn (16e titre) |
| Coupes et trophées                                          |                         |
| Vainqueur de la Coupe des îles Féroé 2002                   | NSI Runavik             |
| Qualifications continentales                                |                         |
| Ligue des champions 2003-2004 Premier tour de qualification | HB Torshavn             |
| Coupe UEFA 2003-2004 Tour préliminaire                      | NSI Runavik             |
| Coupe UEFA 2003-2004 Tour préliminaire                      | KÍ Klaksvík             |
| Coupe Intertoto 2003 Premier tour                           | GI Gota                 |
| Promotions et relégations                                   |                         |
| Promus en 1. Deild                                          | FS Vagar                |
| Relégués en 2. Deild                                        | TB Tvoroyri             |